# 星毛猕猴桃
星毛猕猴桃（学名：Actinidia stellato-pilosa）为猕猴桃科猕猴桃属的植物，为中国的特有植物。分布在中国大陆的四川等地，生长于海拔1,200米的地区，多生在山地灌丛中，目前尚未由人工引种栽培。